# Axă radicală

Axa radicală a două cercuri.
Se observă că cele patru tangente (cu albastru) au lungimi egale

Axa radicală a două cercuri este locul geometric al punctelor care au puteri egale față de cele două cercuri.
Se poate demonstra ca aceasta este o dreaptă (de unde și denumirea) și că, mai mult, toate punctele acestei drepte admit tangente egale față de cele două cercuri.